# Vilaiete da Albânia

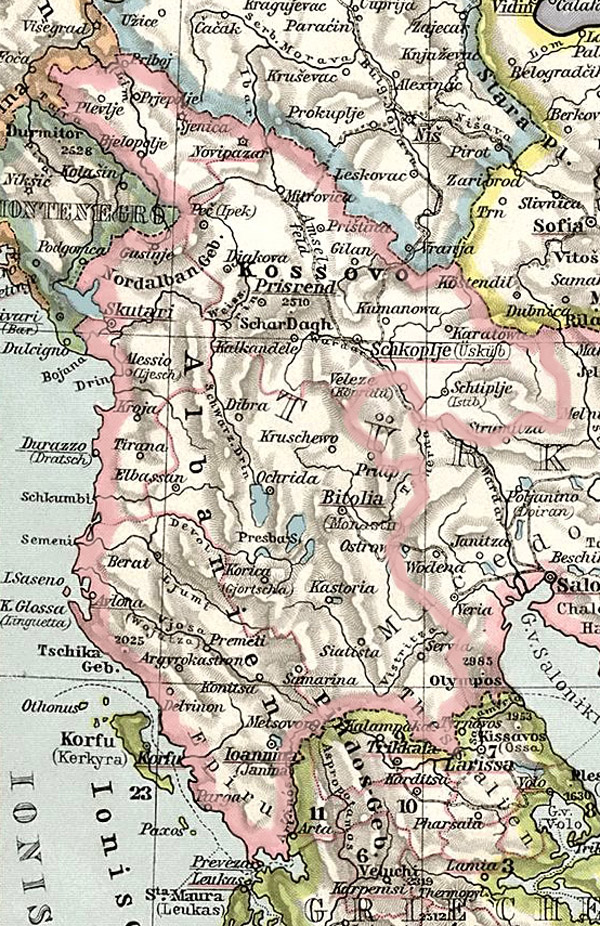
Proposta para formar o vilaiete albanês

Vilaiete da Albânia (em turco otomano: ولايت ارناود, Vilâyet-i Arnavid)  foi um vilaiete projetado no Império Otomano na Península dos Balcãs ocidental, que deveria incluir os quatro vilaietes otomanos com substanciais populações de etnia albanesa: Vilaiete de Kosovo, Vilaiete de Shkodër, Vilaiete de Monastir e Vilaiete de Ioannina. Às vezes, incluía o Vilaiete de Salônica também. A criação do vilaiete foi confirmada em setembro de 1912, mas as negociações foram interrompidas um mês depois, em outubro, com o início da Primeira Guerra Balcânica. Os planos para um vilaiete albanês seriam frustrados com a Partição da Albânia.
Um super-vilaiete albanês separado foi parte da agenda de muitas organizações e sociedades da Albânia desde 1877, durante o período conhecido como Despertar nacional da Albânia. O estabelecimento de tal vilaiete foi acordado entre os rebeldes albaneses e os representantes autorizados do governo otomano em 4 de setembro de 1912, após a revolta albanesa de 1912. Logo depois desse acordo, no entanto, a Primeira Guerra Balcânica estourou e a maior parte do território europeu remanescente do Império Otomano foi ocupado pelos Estados membros da  Liga Balcânica. Depois que o exército do Reino da Sérvia capturou Skopje, Ismail Qemali convidou um grupo de albaneses dos quatro vilaietes otomanos que haviam concordado em se unirem sob o vilaiete albanês para participar do Congresso Toda a Albânia em Valona. Ali, declararam a independência em 28 de novembro de 1912 e estabeleceram o Governo Provisório da Albânia.
Os mesmos territórios seriam reivindicados pelas nações que viviam nessa região, que já haviam despertado o seu desenvolvimento nacional a um Estado independente: o vilaiete de Escodra foi reivindicado pelos sérvios e montenegrinos, o vilaiete de Kosovo pelos sérvios, montenegrinos e búlgaros, o vilaiete de Monastir pelos sérvios, gregos e búlgaros e o vilaiete de Janina pelos gregos. Poucas semanas após o início da Primeira Guerra Balcânica, a maior parte dos territórios destinados ao vilaiete albanês estavam nas mãos dos Estados membros da Liga dos Bálcãs, como um condomínio. As fronteiras definitivas entre os membros da Liga dos Bálcãs e o novo Principado da Albânia foram decididas pelos tratados de Londres e Bucareste, e ignoraram as fronteiras do vilaiete albanês, deixando substanciais populações albanesas vivendo fora do recém-criado Estado-nação da Albânia.